# Liste des Premiers ministres des Îles Cook
Depuis leur indépendance en 1965, les Îles Cook ont connu dix Premiers ministres (en anglais : Prime Ministers) différents. Ceux-ci sont nommés par le représentant du roi ou de la reine sur proposition du Parlement.

## Prérequis
L'article 13.2.a de la Constitution des Îles Cook stipule que le Premier ministre est désigné par le représentant du monarque parmi les membres du Parlement.

## Serment
Lors de son investiture, le Premier ministre prononce le serment suivant : 
« I,........., being chosen and accepted as [Prime Minister] and member of Cabinet, swear by Almighty God that I will to the best of my judgement, at all times when thereto required, freely give my counsel and advice to the [King's or Queen's Representative], for the good management of the affairs of the Cook Islands and that I will not directly or indirectly reveal such matters as shall be debated in Cabinet and committee and in Executive Council and committed to my secrecy, but that I will in any such things be a true and faithful [Prime Minister]. So help me God. »
— Constitution des Îles Cook (article 4).

## Liste des titulaires
- Albert Royle Henry, du 4 août 1965 au 25 juillet 1978 (Parti des îles Cook)
- Tom Davis, du 25 juillet 1978 au 13 avril 1983 (Parti démocrate)
- Geoffrey Henry, du 13 avril 1983 au 16 novembre 1983 (Parti des îles Cook)
- Tom Davis, du 16 novembre 1983 au 29 juillet 1987 (Parti démocrate)
- Pupuke Robati, du 29 juillet 1987 au 1er février 1989 (Parti démocrate)
- Geoffrey Henry, du 1er février 1989 au 29 juillet 1999 (Parti des îles Cook)
- Joe Williams, du 29 juillet 1999 au 18 novembre 1999 (Parti des îles Cook)
- Terepai Maoate, du 18 novembre 1999 au 11 février 2002 (Parti démocrate)
- Robert Woonton, du 11 février 2002 au 11 décembre 2004 (Parti démocrate puis Demo Tumu)
- Jim Marurai, du 14 décembre 2004 au 29 novembre 2010 (Parti démocrate puis Demo Tumu, renommé Premier parti des Îles Cook, puis de nouveau Parti démocrate)
- Henry Puna, du 30 novembre 2010 au 1er octobre 2020 (Parti des îles Cook)
- Mark Brown, depuis le 1er octobre 2020 (Parti des îles Cook)